# Ausländerstimm- und -wahlrecht
Das Ausländerstimmrecht beziehungsweise Ausländerwahlrecht bezeichnet das Recht einer Person, in einem Gemeinwesen politische Rechte wie das Stimmrecht oder das aktive und passive Wahlrecht auszuüben, ohne eine inländische Staatsangehörigkeit zu besitzen. Ein Ausländerwahlrecht besteht nur in wenigen Staaten und ist auch dort zumeist auf Kommunalwahlen oder subnationale Wahlen beschränkt.

## Situation in der Europäischen Union
In der Europäischen Union dürfen alle EU-Bürger an den Kommunalwahlen ihres Hauptwohnsitzes teilnehmen, unabhängig davon, in welchem Mitgliedstaat er sich befindet. Dieses Recht wurde 1992 im Vertrag von Maastricht eingeführt und ist seither in Art. 22 Abs. 1 AEUV (vormals Art. 19 Abs. 1 EGV) verankert. Eine Präzisierung erfolgte durch die Richtlinie 94/80/EG des Rates vom 19. Dezember 1994. Da dieses Wahlrecht, das Bürgern eines Mitgliedstaates in einem anderen Mitgliedstaat zusteht, an das gemeinsame Unionsbürgerrecht geknüpft ist, bleibt allerdings fraglich, ob es sich hierbei um ein Ausländerstimmrecht im eigentlichen Sinn handelt.
Gemäß Art. 22 Abs. 2 AEUV (vormals Art. 19 Abs. 2 EGV) können überdies alle Unionsbürger wählen, ob sie ihr aktives und passives Wahlrecht für die Wahlen zum Europäischen Parlament in ihrem Heimat- oder in ihrem Wohnsitzstaat ausüben möchten. Die Einzelheiten der Ausübung des Wahlrechts bei den Europawahlen für Unionsbürger mit Wohnsitz in einem Mitgliedstaat, dessen Staatsangehörigkeit sie nicht besitzen, regelt die Richtlinie 93/109/EG des Rates vom 6. Dezember 1993. Diese Berechtigung gilt für Unionsbürger und bezieht sich auf die Unionsebene; sie stellt deshalb systematisch gesehen kein Ausländerwahlrecht dar, da Unionsbürger infolge des Grundsatzes der Nichtdiskriminierung (Art. 18–25 AEUV) zumindest in ihrem Verhältnis zur Europäischen Union im gesamten Gebiet der Union nicht als Ausländer betrachtet werden können. Erstmals konnten in Deutschland lebende EU-Ausländer bei der Europawahl am 12. Juni 1994 an der Wahl der deutschen Vertreter im Europäischen Parlament teilnehmen. Wie auch die Berechtigung zur Teilnahme an Kommunalwahlen im Wohnland ist die Regelung ein Ausfluss der europäischen Freizügigkeit für Unionsbürger nach Art. 21 AEUV und Artikel 45 der EU-Grundrechtecharta.
In einigen EU-Ländern (Belgien, Dänemark, Estland, Finnland, Irland, Litauen, Luxemburg, Niederlande, Portugal, Slowakei, Slowenien, Spanien, Schweden und Ungarn) dürfen auch Nicht-EU-Bürger an Kommunalwahlen teilnehmen, wenn auch zum Teil nur Bürger bestimmter Länder und oft verbunden mit langen Wartefristen. In diesen Fällen ist ein wirkliches Ausländerstimmrecht in Teilen der Europäischen Union verwirklicht.
Das 1992 verabschiedete und 1997 für Italien, die Niederlande, Norwegen und Schweden in Kraft getretene Europäische Übereinkommen über die Beteiligung von Ausländern am kommunalen öffentlichen Leben sieht u. a. ein aktives und passives Wahlrecht für Ausländer vor. Es handelt sich um ein Übereinkommen des Europarats, das nur wenige Länder unterzeichnet haben und das auch ohne den Artikel zum Ausländerwahlrecht unterzeichnet werden kann, es trat bisher (Stand: Februar 2019) nur in fünf weiteren Staaten (Albanien, Island, Finnland, Dänemark, Tschechische Republik) in Kraft.

## Situation in Deutschland

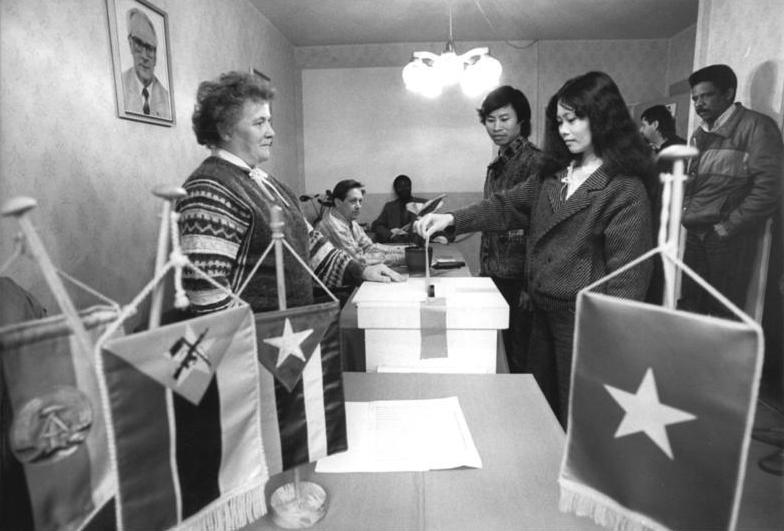
DDR-Kommunalwahlen 1989: Vietnamesische, kubanische und mocambiquische Werktätige machen von ihrem Wahlrecht Gebrauch.

Bei den DDR-Kommunalwahlen im Mai 1989 hatten in der DDR lebende Ausländer erstmals aktives und passives Wahlrecht. Diese Wahlen entsprachen aber nicht den demokratischen Grundsätzen und wurden zudem durch Wahlbetrug massiv verfälscht. Nach der Wende in der DDR fanden auf Basis eines neuen Wahlgesetzes erneut DDR-Kommunalwahlen im Mai 1990 statt. Bei diesen ersten freien und demokratischen Kommunalwahlen genossen Ausländer, die seit mehr als zwei Jahren in der DDR lebten, ebenfalls das aktive und passive Wahlrecht. Diese Wahlen waren die ersten Wahlen mit Ausländerwahlrecht in Deutschland.
In der Bundesrepublik Deutschland gab es seit den 1970er Jahren einen regen politischen und rechtlichen Diskurs um die Einführung eines Ausländerwahlrechts, ausgelöst insbesondere vom durch Gastarbeiterzuzug massiv gestiegenen Ausländeranteil an der Bevölkerung. Durch das Gesetz zur Änderung des Gemeinde- und Kreiswahlgesetzes vom 9. Februar 1989 führte das Bundesland Schleswig-Holstein ein kommunales Wahlrecht für Angehörige der Staaten Dänemark, Irland, Niederlande, Norwegen, Schweden und Schweiz ein. Fast zeitgleich wurde in Hamburg durch das Gesetz zur Einführung des Wahlrechts für Ausländer zu den Bezirksversammlungen vom 20. Februar 1989 ein kommunales Ausländerwahlrecht geschaffen. Die CDU-Fraktion des Bundestages beantragte hinsichtlich beider Gesetze beim Bundesverfassungsgericht im Wege der abstrakten Normkontrolle deren Erklärung für verfassungswidrig und nichtig. Dem entsprach das Bundesverfassungsgericht mit seinen Urteilen vom 31. Oktober 1990 („Ausländerwahlrecht I und II“). Das schleswig-holsteinische Änderungsgesetz sei unvereinbar mit Art. 28 Abs. 1 Satz 2 Grundgesetz, das Hamburger Änderungsgesetz unvereinbar mit Art. 28 Abs. 1 Satz 1 in Verbindung mit Art. 20 Abs. 2 GG. Beide Entscheidungen basieren dabei auf einem engen, nationalstaatlichen Verständnis vom Begriff des „Volkes“ in Art. 20 Abs. 2 Satz 1 GG, von dem laut der Vorschrift alle Staatsgewalt ausgeht: Mit diesem sei ausschließlich das Staatsvolk der BRD, also Deutsche im Sinne von Art. 116 Abs. 1 GG gemeint. Das schließe die Gewährung eines Wahlrechts an Ausländer aus, im Ergebnis auch auf kommunaler Ebene.
Im Rahmen der Umsetzung der oben genannten Bestimmungen des Vertrags von Maastricht fügte das Gesetz zur Änderung des Grundgesetzes vom 21. Dezember 1992 Art. 28 Abs. 1 GG folgenden Satz 3 hinzu: „Bei Wahlen in Kreisen und Gemeinden sind auch Personen, die die Staatsangehörigkeit eines Mitgliedstaates der Europäischen Gemeinschaft besitzen, nach Maßgabe von Recht der Europäischen Gemeinschaft wahlberechtigt und wählbar.“ Art. 28 Abs. 1 Satz 3 GG gewährt allerdings nicht selbst ein subjektiv-öffentliches Recht zum Wählen, sondern fungiert lediglich als Öffnungsklausel insbesondere für Art. 22 Abs. 1 AEUV und Art. 40 GRCh, welche die originären Rechtsgrundlagen des kommunalen EU-Bürger-Wahlrechts sind.
Immer wieder gibt es Bestrebungen, ein noch weitergefasstes Ausländerwahlrecht einzuführen. Auf Bundesebene fasste BÜNDNIS 90/DIE GRÜNEN mit Unterstützung der Fraktion DIE LINKE 2007 und erneut 2014 Gesetzentwürfe, nach denen Art. 28 Abs. 1 Satz 3 GG auf alle Ausländer ausgeweitet werden solle. 2013 wurde in Bremen ein Gesetzentwurf beschlossen, der einerseits EU-Bürgern ein Wahlrecht zu dem Bremischen Landtag (Bürgerschaft), andererseits allen Ausländern ein Wahlrecht zu den Beiräten gewährte. Der Staatsgerichtshof Bremens erklärte das Gesetz für unvereinbar mit der Bremischen Verfassung und damit für nichtig. Im Bundesland Nordrhein-Westfalen planten die Regierungsfraktionen im März 2017 eine Änderung der Landesverfassung, um das Kommunalwahlrecht für Ausländer und Ausländerinnen aus Nicht-EU-Staaten zu verankern. Der von den Parteien SPD, Grüne und Piraten eingebrachte Formulierungsvorschlag lautete: „Wahlberechtigt sind auch Personen, die die Staatsangehörigkeit eines Drittstaates besitzen und die ihren ständigen Wohnsitz dauerhaft in Deutschland haben.“ Der Vorstoß stieß auf scharfe Kritik seitens der CDU, deren Generalsekretär Peter Tauber von NRW-Ministerpräsidentin Hannelore Kraft den sofortigen Stopp des Vorhabens forderte, da es autoritären ausländischen Regierungen etwa Russlands oder der Türkei Möglichkeiten böte, auf die Politik in Deutschland Einfluss zu nehmen.
Der schon im Vorfeld als chancenlos eingeschätzte Antrag, für dessen Annahme eine Zweidrittelmehrheit notwendig gewesen wäre, wurde im nordrheinwestfälischen Landtag am 15. März 2017 nach einer emotional geführten und teils turbulenten Debatte, die von den kurz zuvor eskalierten außenpolitischen Spannungen zwischen Deutschland und der türkischen Staatsführung unter Recep Tayyip Erdoğan überschattet war, erwartungsgemäß abgelehnt. Auch in Berlin wollten 2022 die zu diesem Zeitpunkt regierenden Fraktionen des Abgeordnetenhauses ein Kommunalwahlrecht für alle Ausländer einführen und ferner EU-Bürger auch an Wahlen auf Landesebene (d. h. zum Berliner Abgeordnetenhaus) partizipieren lassen. In zu derartigen Vorhaben angefertigten Gutachten kommen immer wieder die vom Bundesverfassungsgericht festgelegten Grundsätze der Ausländerwahlrechtsentscheidungen zum Ausdruck; vor deren Hintergrund werden die intendierten Änderungsgesetze in aller Regel als verfassungswidrig bewertet.

## Situation in Österreich
Österreich gewährt – wie alle EU-Staaten – allen Unionsbürgern das integrale Wahlrecht in kommunalen Angelegenheiten. In der Stadt Wien, die gleichzeitig eines der neun österreichischen Bundesländer ist, ist dieses Recht auf die sogenannten Gemeindebezirke beschränkt, da auf Ebene der Bundesländer auch für Unionsbürger keinerlei politische Rechte vorgesehen sind. Im Jahr 2003 beschloss das Bundesland Wien, dass das Wahlrecht in den Gemeindebezirken auch auf Nicht-EU-Ausländer ausgedehnt werde, welche seit wenigstens fünf Jahren ihren Hauptwohnsitz in Wien haben. Der Verfassungsgerichtshof erklärte dies allerdings für verfassungswidrig und hob die entsprechende Bestimmung der Wiener Gemeindewahlordnung auf.

## Situation in der Schweiz

Kantone mit Stimm- und aktivem Wahlrecht auf Kantonsebene
Kantone / Gemeinden mit Stimm- und Wahlrecht auf Gemeindeebene
Kantone / Gemeinden mit Stimm- und aktivem Wahlrecht auf Gemeindeebene
Kantone mit indiv. Regelung auf Gemeindeebene
Kantone / Gemeinden ohne Stimm- und Wahlrecht

In der Schweiz gibt es auf Bundesebene keine politischen Rechte für Ausländer. Die Kantone – und je nach kantonalem Recht auch die Gemeinden – sind frei, unterschiedliche Regelungen vorzusehen.
Die folgenden Kantone haben ein Ausländerstimm- und -wahlrecht auf kantonaler und kommunaler Ebene eingeführt:
- Der Kanton Jura gewährt Ausländern, die seit wenigstens zehn Jahren in der Schweiz und seit wenigstens einem Jahr im Kanton leben, das Stimm- sowie das aktive Wahlrecht auf kommunaler und kantonaler Ebene. Für Abstimmungen über die Kantonsverfassung ist das Stimmrecht allerdings ausgenommen. Das passive Wahlrecht ist lediglich für legislative Ämter auf kommunaler Ebene vorgesehen.[40]
- Der Kanton Neuenburg gewährt seit dem Jahr 2000 Ausländern, welche über eine Niederlassungsbewilligung verfügen und seit wenigstens fünf Jahren im Kanton leben, das Stimm- sowie das aktive Wahlrecht in kantonalen Angelegenheiten. Auf kommunaler Ebene wird das Stimm- und das integrale Wahlrecht jenen Ausländern gewährt, welche eine Niederlassungsbewilligung besitzen und seit mindestens einem Jahr im Kanton leben.[41][42]

Die folgenden Kantone haben ein Ausländerstimm- und/oder -wahlrecht auf kommunaler Ebene eingeführt:
- Der Kanton Waadt gewährt in Art. 142 Abs. 1 KV VD seit dem Jahr 2003 Ausländern, welche seit wenigstens zehn Jahren in der Schweiz und seit wenigstens drei Jahren im Kanton leben, das Stimm- und das integrale Wahlrecht in kommunalen Angelegenheiten.[43]
- Der Kanton Genf gewährt in Art. 42 Abs. 1 KV GE seit dem Jahr 2005 Ausländern, welche seit wenigstens acht Jahren in der Schweiz leben, das Stimmrecht in kommunalen Angelegenheiten. Dies umfasst auch das Recht, Initiativen und Referenden zu unterzeichnen, allerdings kein passives Wahlrecht.[44]
- Der Kanton Freiburg gewährt in Art. 48 Abs. 1 KV FR seit 2006 Ausländern, welche seit wenigstens fünf Jahren im Kanton leben, das Stimm- und das integrale Wahlrecht.[45]

Die folgenden Kantone haben den Gemeinden das Recht eingeräumt, selbständig ein Ausländerstimm- und/oder -wahlrecht einzuführen:
- Der Kanton Appenzell Ausserrhoden gewährt dieses Recht seit 1995 in Art. 105 Abs. 2 KV AR.[46] Bislang haben die Gemeinden Wald, Speicher, Trogen, Rehetobel[47] und Teufen[48] davon Gebrauch gemacht.
- Der Kanton Graubünden führte 2003 in Art. 9 Abs. 4 KV GR eine weitgehend identische Regelung ein.[49] Bislang haben 18 Gemeinden davon Gebrauch gemacht.
- Der Kanton Basel-Stadt erlaubt in § 40 Abs. 2 KV BS den Gemeinden, das Stimm- und Wahlrecht auf weitere Personengruppen auszudehnen, also wären beispielsweise auch unter 18-Jährige erlaubt.[50] Da die Stimmberechtigten der Stadt Basel kein Gemeindeparlament und keine Gemeinderegierung wählen – für die städtischen Angelegenheiten sind Kantonsparlament und -regierung zuständig –, ist diese Bestimmung lediglich für die beiden anderen Gemeinden, Riehen und Bettingen anwendbar, welche davon bislang keinen Gebrauch gemacht haben.

Dabei fällt auf, dass fünf der sechs mehrheitlich französischsprachigen Kantone verhältnismässig liberale Regelungen eingeführt haben, während in der Deutschschweiz nach wie vor mehrheitlich restriktive Regelungen vorliegen. Sieht man vom Kanton Basel-Stadt ab, wo der Frage aufgrund der besonderen Gegebenheiten keine grosse Bedeutung zukommt, haben lediglich zwei Deutschschweizer Kantone ihre Verfassungen in diesem Punkt geändert. Von den derzeit rund 600 Gemeinden, die das Ausländerstimm- und/oder -wahlrecht anwenden (Stand 2020), liegen 575 in der französischsprachigen Westschweiz. Initiativen zugunsten einer Gewährung von politischen Rechten an Ausländer waren in den letzten Jahren in der Regel chancenlos.

## Situation in Luxemburg
Aufgrund einer Gesetzesänderung im Jahr 2003 sind Nicht-Luxemburger, darunter auch Nicht-EU-Bürger, die zum Zeitpunkt der Eintragung in die Wählerverzeichnisse seit mindestens fünf Jahren in Luxemburg leben, bei den Kommunalwahlen wahlberechtigt, ohne das Wahlrecht in der Gemeinde ihres Herkunftslandes zu verlieren. Eine Beteiligung von Ausländern aufgrund des neuen Gesetzes gab es erstmals bei den Kommunalwahlen im Jahr 2005.
Am 7. Juni 2015 fand in Luxemburg ein Referendum über die Einführung eines Ausländerwahlrechts auf nationaler Ebene statt. Konkret wurde die Frage gestellt, ob ein Wahlrecht für alle Bewohner Luxemburgs, die seit mindestens zehn Jahren im Großherzogtum leben, befürwortet wird. Die Durchführung des Referendums war das Ergebnis einer Diskussion um die demokratische Legitimität der politischen Instanzen in einem Staat, in dem in Zukunft möglicherweise mehr Ausländer als Luxemburger leben könnten. Umfragen zufolge hätte sich eine deutliche Mehrheit der in Luxemburg lebenden Ausländer für ein entsprechendes Wahlrecht entschieden. Stimmberechtigt beim Referendum waren jedoch nur Luxemburger. Diese entschieden sich mit knapp 80 % für ein Nein zum Ausländerwahlrecht auf nationaler Ebene.

## Situation im Commonwealth
Im Vereinigten Königreich als ehemaligem EU-Mitglied können im Land ansässige EU-Bürger weiterhin an Kommunalwahlen im ganzen Land teilnehmen. Darüber hinaus sind Bürger aus dem Commonwealth und der Republik Irland bei allen Wahlen, also auch zum House of Commons und zur Northern Ireland Assembly, wahlberechtigt. Bei schottischen Kommunalwahlen und Wahlen zum schottischen Parlament sowie bei Wahlen zum Senedd Cymru in Wales und ab Mai 2022 auch bei walisischen Kommunalwahlen sind alle legal in Schottland bzw. Wales lebenden Ausländer (nicht nur EU-Bürger) wahlberechtigt.
Der British Nationality Act 1948 regelte den Status kolonialer Untertanen des Britischen Weltreichs als British subjects, was bis 1962 auch die Bürger des Commonwealth of Nations umfasste. Commonwealth citizens aus anderen Ländern des früheren britischen Empire hatten in verschiedenen Nachfolgestaaten des Kolonialreichs staatsbürgerliche Rechte, darunter auch das Wahlrecht. Bereits in den 1960ern wurden die meisten dieser Privilegien aber abgeschafft. Im Rahmen der Afrikanisierung erfolgte dies im folgenden Jahrzehnt auch auf dem afrikanischen Kontinent. Heute gewähren nur noch einige Karibikinseln im Lande lebenden Commonwealth-Bürgern das Wahlrecht.

## Situation in anderen Ländern
Die große Mehrheit der Staaten der Welt räumt den im Lande ansässigen Ausländern, die keine inländische Staatsangehörigkeit besitzen, auch kein Wahlrecht ein. Erst mit der Einbürgerung ist in aller Regel auch die volle Berechtigung zur Beteiligung an Wahlen verbunden. Das passive Wahlrecht kann nach einer Einbürgerung oft auch erst nach Ablauf einer gewissen Wartezeit ausgeübt werden und ist für eingebürgerte Staatsbürger in manchen Staaten oder für bestimmte Ämter ganz ausgeschlossen. Ein bekanntes Beispiel sind die Vereinigten Staaten, wo Präsidentschaftskandidaten laut verfassungsrechtlicher Vorgabe natural born citizen sein müssen (Staatsbürger durch Geburt im Inland).
Basierend auf dem völkerrechtlichen Grundsatz der Gegenseitigkeit (Reziprozität) gewähren verschiedene Länder ausgewählten Ausländern Sonderrechte auch in Bezug auf die Teilnahme an Wahlen. So besitzen in Brasilien aufgrund der Verfassung von 1988 alle dort lebenden Portugiesen nach administrativer Anmeldung aktiv wie passiv dieselben Wahlbeteiligungsrechte wie Inländer. Die Reziprozität ist in diesem Fall nur unvollständig gegeben, da Portugal Brasilianern für Kommunalwahlen zwar ebenfalls das aktive und passive Wahlrecht einräumt, für nationale Wahlen jedoch nur das aktive Wahlrecht und auch dies nur auf Antrag nach besonderer Ermessensprüfung. Ähnliche Reziprozitätsregelungen werden auch in anderen Ländern der lusophonen Gemeinschaft verfassungsrechtlich ermöglicht, etwa in Artikel 24 Absatz 4 der kapverdischen Verfassung.
Etwa 52 Länder weltweit erlauben legal im Lande lebenden Ausländerinnen und Ausländern generell die Wahlbeteiligung, zumeist allerdings nicht auf nationaler Ebene, sondern nur bei Kommunal-, Bezirks- oder Provinzwahlen. Nur in vier Staaten auf der Erde, davon zwei in Lateinamerika, ist Ausländern auch die Beteiligung an nationalen Wahlen grundsätzlich – also nicht nur auf Gegenseitigkeit und nicht beschränkt auf bestimmte Nationalitäten – gestattet: Chile, Uruguay, Neuseeland, Malawi.
Die älteste Erlaubnis dieser Art ist seit beinahe 130 Jahren in der Verfassung Chiles verankert. Gemäß Artikel 14 der geltenden Verfassung genießen Ausländer, die länger als fünf Jahre in Chile leben, das aktive Wahlrecht in vollem Umfang, das heißt auch bei der Wahl des Staatspräsidenten von Chile. Das passive Wahlrecht ist dagegen seit einer Verfassungsänderung aus dem Jahr 2005 ausdrücklich an das Erfordernis der chilenischen Staatsbürgerschaft gebunden und kann von Einwanderern frühestens fünf Jahre nach der Einbürgerung ausgeübt werden.
Eine ähnliche Regelung gilt in Uruguay seit 1952. Artikel 78 der uruguayischen Verfassung gewährt Ausländern, die mindestens 15 Jahre in Uruguay leben, das volle Wahlrecht, und zwar ausdrücklich „ohne Notwendigkeit, zuvor die gesetzliche Staatsbürgerschaft zu erlangen“ (sin necesidad de obtener previamente ciudadanía legal).
Sowohl in Chile als auch in Uruguay besaßen hingegen Inländer, die im Ausland leben, lange Zeit kein Stimmrecht bei den nationalen Wahlen. Chile hat diese Regelung durch eine Verfassungsänderung im Dezember 2013 gelockert.
Neuseeland kennt das Ausländerstimmrecht seit 1975 für die Wahlen zum Repräsentantenhaus. Im Ausland lebende Neuseeländer dürfen ebenfalls abstimmen. Eine Direktwahl des Regierungschefs oder Staatsoberhauptes gibt es in Neuseeland nicht.
In Malawi ist Ausländern, die seit sieben Jahren im Land leben, die Beteiligung an den Parlamentswahlen auch auf nationaler Ebene gestattet, nicht aber an den Präsidentschaftswahlen.
Eine Kuriosität bildet die argentinische Provinz Buenos Aires, wo die in der Region ansässigen Ausländer zur Teilnahme an den Kommunal-, Bezirks- und Regionalwahlen nicht nur berechtigt, sondern aufgrund der dort herrschenden Wahlpflicht gemäß Provinzgesetz Nr. 14.086 ausdrücklich verpflichtet sind. Von nationalen Wahlen bleiben sie allerdings ausgeschlossen.

## Argumentation
Einige der gewichtigsten Argumente sind:
- Die Befürworter argumentieren, dass die Einbindung in die (lokale) Politik die Integration fördere. Die Gegner setzen dem entgegen, dass die politischen Rechte eher eine Belohnung für gelungene Integration sein müssten.[65]
- Die Befürworter argumentieren, dass Ausländer der Staatsgewalt im gleichen Maße unterworfen seien, wie die Staatsbürger. Insbesondere müssten alle gleichermaßen Steuern zahlen, jedoch könnten die Ausländer nicht über die Verwendung ihrer Steuern mitbestimmen. Gegner setzen dem entgegen, dass dies „Rosinenpickerei“ (Stephan Mayer) sei, da mit der Staatsbürgerschaft nicht nur Rechte, sondern auch Pflichten verbunden seien.[65] In Ländern mit Wehrpflicht wird oft auf diese Pflicht verwiesen. Dagegen lässt sich jedoch einwenden, dass die Wehrgerechtigkeit immer weniger gewährleistet werden kann und Frauen in der Regel ganz davon ausgenommen sind.
- Die Befürworter argumentieren, dass die zweite und dritte Generation oft keine starke Verbindungen mit ihrem Heimatstaat mehr hätten und ihr Lebensmittelpunkt meist im Gastland liege. Die Gegner setzen dem entgegen, dass die Ausländer aus teilweise grundverschiedenen Kulturkreisen kämen und dass sie sich nach einer erfolgreichen Integration ja einbürgern lassen könnten, da dies keine hohe Hürde darstelle.
- Die Gegner argumentieren, dass Ausländer im Ernstfall die Möglichkeit hätten, das Land zu verlassen, während Staatsbürgern diese Möglichkeit meist nicht offen stünde und im Kriegsfall dem Staat beistehen müssten. Die Befürworter setzen dem entgegen, dass die Wirtschaft heute in globalen Kategorien denke, die Mobilität sehr groß und die Kriegsgefahr in Europa weitgehend gebannt sei.